# Charlemagne: By The Sword & The Cross
Charlemagne: By the Sword & the Cross è il terzo album dell'attore e cantante britannico Christopher Lee, pubblicato il 15 marzo 2010 per la Charlemagne Productions Ltd.

## Tracce
1. Overture – 2:53
2. Act I: Intro / King of the Franks – 8:48
3. Act II: Intro / The Iron Crown of Lombardy – 9:58
4. Act III: Intro / The Bloody Verdict of Verden – 9:42
5. Act IV: Intro / The Age of Oneness Out of Diversity – 8:38
6. Act V: Intro / Starlight – 6:49
7. Finale – 3:57
8. Iberia – 5:10
9. The Bloody Verdict of Verden – 6:20